# Lüen
Lüen é uma comuna da Suíça, no Cantão Grisões, com cerca de 80 habitantes. Estende-se por uma área de 3,46 km², de densidade populacional de 23 hab/km². Confina com as seguintes comunas: Castiel, Pagig, Praden, Tschiertschen.
A língua oficial nesta comuna é o Alemão.